# Luis Advíncula
Luis Jan Piers Advíncula Castrillón, född 2 mars 1990 i Chincha Alta, är en peruansk fotbollsspelare som spelar för Lobos BUAP, på lån från Tigres UANL. Han representerar även Perus fotbollslandslag.